# William Renshaw
William Renshaw (3. ledna 1861, Leamington, Warwickshire – 12. srpna 1904, Swanage, Dorset) byl anglický tenista, první z velkých postav tenisové historie, který v letech 1881–1886 a 1889 sedmkrát vyhrál Wimbledon ve dvouhře a dalších pět titulů získal ve čtyřhře. Pravoruký hráč praktikoval silový a technicky náročný tenis. Spolu s dvojčetem Ernestem vnesli do hry celodvorcový pohyb a jako první rozšířili voleje a smeče.

## Sportovní kariéra
Sedm titulů Williama Renshawa z mužské dvouhry Wimbledonu byl rekordní počet do roku 2017, kdy přidal osmý titul na své konto Roger Federer. Renshaw však zůstává jediným, kterému se podařilo získat šest trofejí v řadě, přestože se amatérská etapa tenisu považuje za méně náročnou než současná profesionální. Značnou výhodou vítězů v letech 1878–1921 byla existence systému turnaje tzv. All Comers' Singles, který obhájci titulu zajišťoval přímou účast ve finále následujícího ročníku proti vyzyvateli. S pěti vítězstvími v řadě za ním zaostávají Björn Borg a Roger Federer, kteří však museli odehrát všechny kola turnaje (velmi často jsou však právě oni zmiňováni jako rekordmani v počtu získaných trofejí v řadě).
V létě se účastnil turnajů v Anglii a Irsku, v zimě hrál na Francouzské riviéře.
Třikrát (1882, 1883 a 1889) se ve finále Wimbledonu utkal se svým starším dvojčetem Ernestem Renshawem, vždy vítězně. Společně pak vyhráli pětkrát čtyřhru. Oba dominovali tenisu, podpořili jeho oblibu ve společnosti a stali se hybateli v přeměně vnímání tenisu jako společenské zábavy ve skutečný závodní sport. Daná éra bývá označována také jako Renshaw Rush.
V roce 1983 byl posmrtně uveden do Mezinárodní tenisové síně slávy.

## Finále na Grand Slamu

### Dvouhra (8)

#### Vítěz (7)
| Rok  | Turnaj        | Finalista       | Výsledek                |
| 1881 | Wimbledon     | John Hartley    | 6–0, 6–1, 6–1           |
| 1882 | Wimbledon (2) | Ernest Renshaw  | 6–1, 2–6, 4–6, 6–2, 6–2 |
| 1883 | Wimbledon (3) | Ernest Renshaw  | 2–6, 6–3, 6–3, 4–6, 6–3 |
| 1884 | Wimbledon (4) | Herbert Lawford | 6–0, 6–4, 9–7           |
| 1885 | Wimbledon (5) | Herbert Lawford | 7–5, 6–2, 4–6, 7–5      |
| 1886 | Wimbledon (6) | Herbert Lawford | 6–0, 5–7, 6–3, 6–4      |
| 1889 | Wimbledon (7) | Ernest Renshaw  | 7–5, 6–2, 4–6, 7–5      |

#### Finalista (1)
| Rok  | Turnaj    | Vítěz               | Výsledek                |
| 1890 | Wimbledon | Willoughby Hamilton | 6–8, 6–2, 3–6, 6–1, 6–1 |

### Čtyřhra (5)

#### Výhry (5)
| Rok  | Turnaj        | Spoluhráč      | Finalisté                              | Výsledek                |
| 1884 | Wimbledon     | Ernest Renshaw | E.W. Lewis E.L. Williams               | 6–3, 6–1, 1-6, 6-4      |
| 1885 | Wimbledon (2) | Ernest Renshaw | C.E. Farrer A.J. Stanley               | 6–3, 6–3, 10-8          |
| 1886 | Wimbledon (3) | Ernest Renshaw | C.E. Farrer A.J. Stanley               | 6–3, 6–3, 4-6, 7-5      |
| 1888 | Wimbledon (4) | Ernest Renshaw | Herbert Wilberforce Patrick Bowes-Lyon | 2-6, 1-6, 6-3, 6-4, 6-3 |
| 1889 | Wimbledon (5) | Ernest Renshaw | E.W. Lewis George Hillyard             | 6–4, 6–4, 3-6, 0-6, 6-1 |